# Hildegard de Bingen

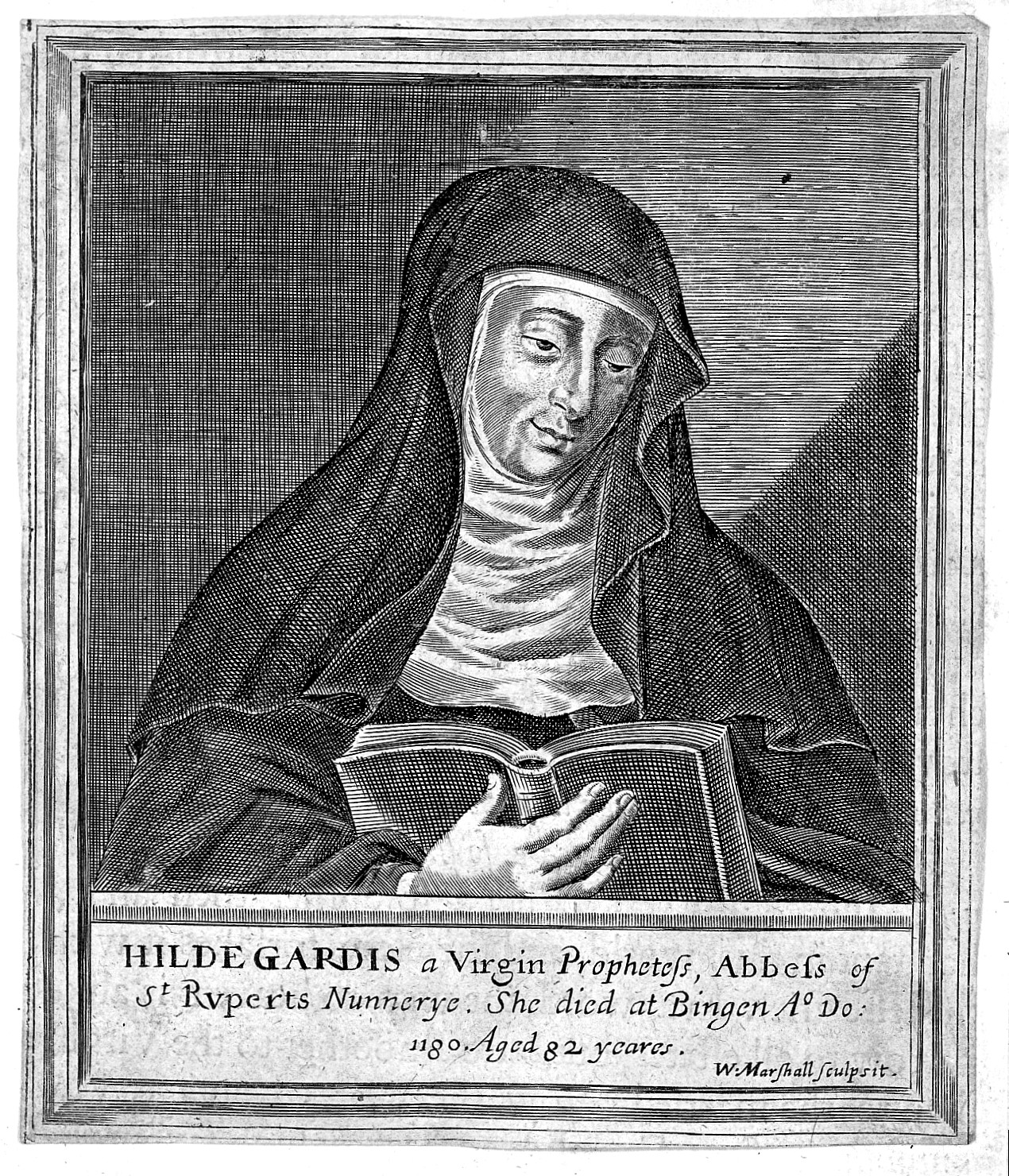

Hildegard de Bingen (n. 1098, Bermersheim vor der Höhe, Renania-Palatinat, Germania – d. 17 septembrie 1179, Mănăstirea Rupertsberg, Renania-Palatinat, Germania) a fost o călugăriță benedictină, stareță din 1136, una din cele mai importante reprezentante ale misticii germane din Evul Mediu, care s-a ocupat de discipline diferite ca: religie, medicină, biologie și muzică. Cu toate că a fost o femeie, a reușit în Evul Mediu să-și facă reputație și renume într-o lume dominată de un patriarhat accentuat, în care femeile aveau drepturi foarte puține.
Opera ei ilustrează capacitatea feminină de cercetare și de interpretare din Evul Mediu clasic.

## Biografia
Hildegard a fost fiica lui Hildebert și Mechthild, o familie edelfrei (erau nobili care se supuneau numai regelui sau împăratului), ziua și locul nașterii ei nefiind amintite de biografii ei. Se presupune numai că tatăl ei se numea Hildebert von Hosenbach.
Al zecelea copil al familiei, primindu-și educația într-o mănăstire benedictină de Jutta von Sponheim, după moartea acesteia în 1136, Hildegard este aleasă în locul ei, conform viziunii (visului avut de ea)
În mod repetat Hildegard are conflicte cu starețul Hugo von Disibodenberg pe motivul refuzului de a practica asceza (meditația) unul dintre principiile călugărilor. Astfel, în rândul adepților ei, vor fi reguli de alimentație mai puțin severe, iar timpul de rugăciune și al liturghiilor va fi scurtat.
Conflictul se agravează când Hildegard dorește întemeierea unei mănăstiri proprii, călugării benedictini din Disibodenberg opunându-se vehement unei asemenea mănăstiri.
Hildegard caută sprijinul lui Bernard de Clairvaux (predicator cistercian renumit), care însă se arată într-o scrisoare (?) cu privire la viziunile lui Hildegard. În anul 1141 Hildegard obține sprijinul și colaborarea prepozitului Volmar von Disibodenberg și al călugăriței Richardis von Stade, așterne pe hârtie în limba latină viziunile ei teologice și antropologice. Neavând cunoștințe de limbă latină, Hildegard lasă ca acestea să fie scrise de alții, iar la urmă de secretarul ei Wibert von Gembloux
Opera ei de bază este  Liber Scivias Domini („Cunoașterea drumurilor Domnului”) care a fost scrisă într-o perioadă de 6 ani.
Cartea cuprinde 35 de miniaturi (deosebite cu culori vii) pe teme teologice cu scopul de a ajuta înțelegerea textului.
Textul original a dispărut în timpul Celui de-al doilea război mondial, dar la mănăstirea din Eibingener există o copie a documentului din 1939.
În timpul unui sinod ținut în Trier, Hildegard primește în 1147 aprobarea papei Eugen III de a-și publica viziunile, din acest moment aceste opere sunt apreciate de personalitățile vremii, iar între anii 1147 și 1150 este întemeiată mănăstirea ei Mănăstirea Rupertsberg pe malul stâng al râului Nahe, care în zilele noastre nu mai există. Prin izbucnirea de noi conflicte 1151, episcopul din Mainz Heinrich cere ca Richardis von Stade să părăsească mănăstirea, Hildegard refuză să îndeplinească hotărârea episcopului, prin amestecul papei Eugen III. Ca urmare (?), Richardis trebuie să părăsească mănăstirea Rupertsberg. După această măsură episcopul din Mainz 1152 atestă transcrierea proprietăților mănăstirii care prin faima câștigată între timp de Hildegard devine prin danii o mănăstire bogată. Această bunăstare a mănăstirii dă ocazia unor noi conflicte, Hildegard fiind criticată că mănăstirea ar duce o viață de lux. Hildegard critică vehement ordinele cerșetoare (care au renunțat la toate bunurile materiale), mișcare devenită tot mai populară. Deoarece numărul călugărițelor mănăstirii crește continu, Hildegard obține în 1165 mănăstirea augustină în Eibingen și întemeiază acolo încă o mănăstire-filială unde pot vor fi acceptați toți cetățenii care doresc să intre în mănăstire. Distrugerea mănăstirii Rupertsberg a avut loc în 1632 în timpul Războiului de 30 de ani, obiectele de aur care au fost salvate dovedind bunăstarea mănăstirii.

## Opere
- Liber Scivias (1141-51)
- Liber vitae meritorum (1148-63)
- Liber divinorum operum (1163-73/74)
- Vita Sancti Ruperti (um 1168)
- Physica
- Causae et curae